# Lasius schaeferi
Lasius schaeferi är en myrart som beskrevs av Seifert 1992. Lasius schaeferi ingår i släktet Lasius och familjen myror. Inga underarter finns listade i Catalogue of Life.